# Harper Sports Cars

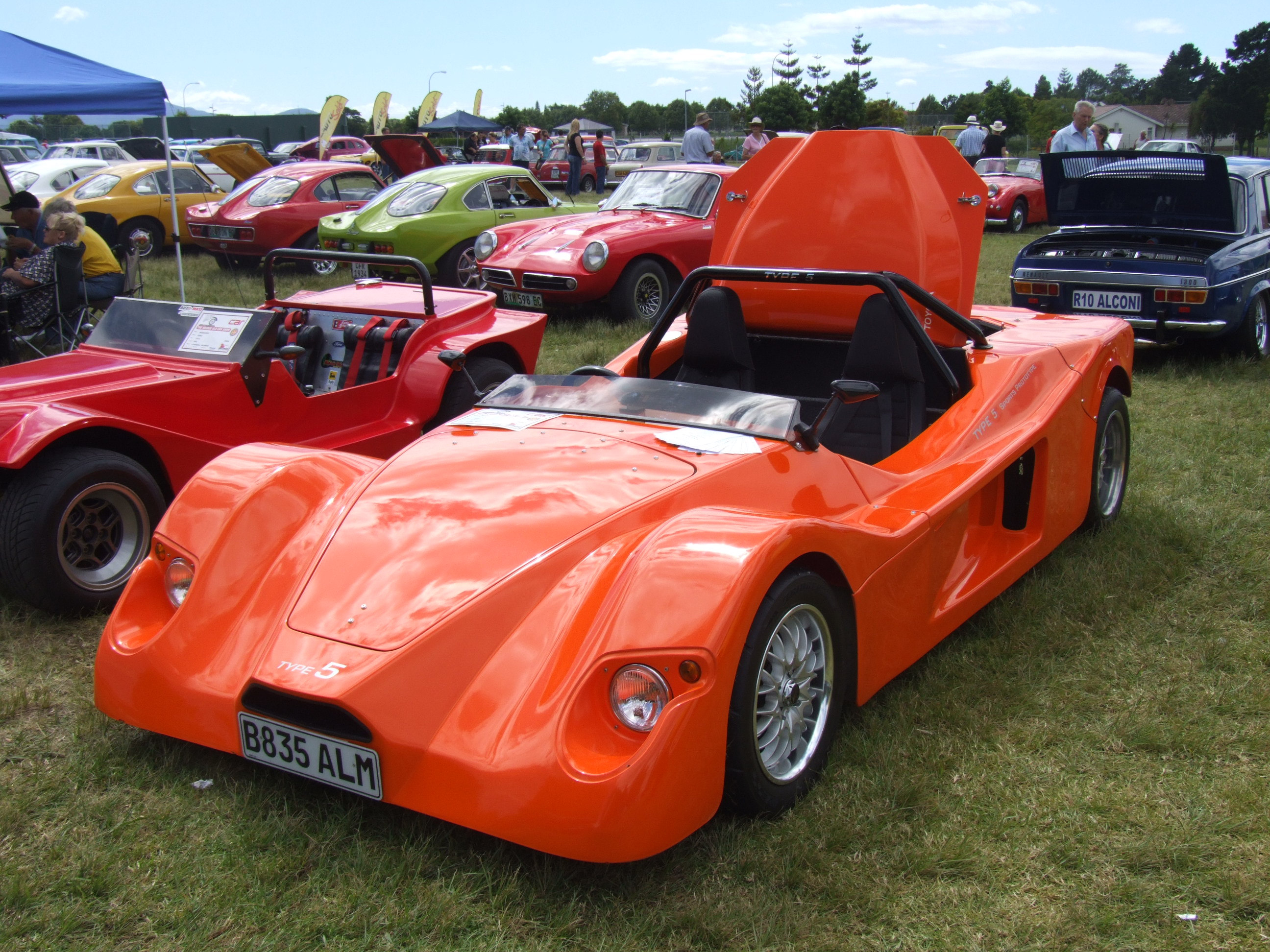
Harper Type 5

Harper Sports Cars ist ein südafrikanischer Automobilhersteller mit Firmensitz in Kapstadt. Gegründet wurde das Unternehmen im Jahre 2006 von Craig Harper. Die Anfänge liegen in Botswana, wo lediglich Prototypen entstanden.

## Beschreibung
Das einzige Modell ist ein Sportwagen. Die Basis bildet ein Stahlrohrrahmen. Darauf wird eine Karosserie aus Fiberglas montiert.
Das Fahrzeug hat gewöhnlich einen Vierzylindermotor vom Toyota Corolla mit 1600 cm³ Hubraum und 130 kW Leistung, doch stehen auch andere Motoren von Audi, Honda, Nissan und Volkswagen zur Verfügung.
Das Leergewicht beträgt mindestens 650 kg.